# Fiskerpigen
Fiskerpigen er en dansk stum dramafilm fra 1908 produceret af Nordisk Films Kompagni og instrueret af Viggo Larsen.

## Handling
Inger bor i et lille fiskerleje og keder sig. Hun får muligheden for at flytte til storbyen, og på trods af advarsler fra den unge Jens, der forsøger at overtale hende til at blive blandt lejets fiskere (og ham), flytter Inger til byen, hvor hun indlogeres på et værelse. Husværten overrasker dog Inger i et stævnemøde med husværtens søn Albert, og Inger bliver smidt ud og må tage tilbage til fiskerlejet, hvor Jens atter forsøger at overtale Inger til at gifte sig med ham, hvilket Inger dog afstår. Albert vil gerne gifte sig med Inger og drager til fiskerlejet for at erklære sin kærlighed, og modtages med åbne arme af Inger. Når Albert og Inger går ture i klitterne følger Jens dem.
En dag kommer en kutter i havsnød, og strandfogeden samler et redningshold. På trods af Ingers bønner, melder Albert sig til redningsaktionen. Da redningsbåden nærmere sig den forliste kutter, er der kun en overlevende tilbage. Det er Jens, der desperat klynger sig til den flydende mast. Redningsmandskabet kan ikke redde Jens op af vandet, og Albert springer derfor i vandet for at redde ham. Da Jens ser, at det er Albert, der er ved at redde ham, bliver han rasende, og trækker Albert ned med sig til døden i det dybe vand ...

## Referener
1. ↑  Nordisk Films program på DFI.dk